# 香港燒烤文化
香港燒烤文化是指香港人的自助燒烤形式，香港人稱之為「燒嘢食」，就是「燒東西吃」的意思 (「嘢」是「東西」的意思）。由於流通於香港社會的香港粵語，常會夾雜英語，因此香港人也經常直接以英語barbecue或BBQ稱之。香港的燒烤活動，通常是參與者圍着一個燒烤爐，各自手持燒烤叉，烤製各自選擇的食物。這種獨特的燒烤文化，一般相信是源於1960年代的工廠勞工的集體旅行。當時的集體旅行活動，一般都是到新界地區郊遊，除了攜帶食物外，還會帶備鍋具，以便到達後處理食物。
燒烤是香港很普遍的集體消閒活動，通常會和家人或朋友一起進行，燒烤也常見於香港學校的郊遊活動，也有商業機構把燒烤作為安排給僱員的娛樂活動。

## 公共燒烤場

### 背景與由來
港府在香港郊野公園及香港海灘設置了不少免費的公共燒烤場，當中大部分屬於郊野公園的附屬設施。香港公共燒烤場的發展始於1960年代，1966年4月九龍發生歷時兩晚的天星小輪加價騷亂，時任香港總督戴麟趾其後成立獨立調查委員會調查成因及檢討政策，調查委員會在同年12月發表《一九六六年九龍騷動調查委員會報告書》，在報告中提到發生騷亂的其中一個原因是青年人缺乏適當途徑發洩精力和情緒，建議港府增加設備，為大眾提供有益身心的康樂活動。1967年年初中國的文化大革命風潮席捲香港，香港左派組成鬥委會並發起六七暴動，左派人士在7月起在香港各區發動連串炸彈恐怖襲擊，造成嚴重的人命傷亡，城市恐怖主義的可怕氣氛籠罩香港，左派團體的無差別炸彈恐襲遭到香港市民唾棄和抵制，六七暴動於同年12月漸告平息，以戴麟趾為首的港府隨後作出檢討，而在六七暴動中有部分參與炸彈襲擊罪行的被捕人士是青少年，由於1945年香港重光後經歷戰後嬰兒潮及逃港潮，除了人口在二戰後的20年間激增，當年的香港人口組成也相對年輕，兒童及青少年佔人口比例遠較現時多，但對青少年投入的資源卻嚴重不足，當時的港府經檢討後認同青少年缺乏參與有益身心的康體活動的途徑，鬥委會和三合會等暴力團體可以藉機驅使青少年進行不法活動，港府決定加快落實《一九六六年九龍騷動調查委員會報告書》的建議，在社區大幅增加康體設施及文娛活動，並且採納應邀訪港的美國環境科學專家戴爾博夫婦（L. M. Talbot & M. H. Talbot）的建議，開放香港水塘的周邊地區並建立為郊野公園，建設公共燒烤場及露營地點，為當時的年輕人提供有益身心的康樂設施，而設立指定燒烤場能夠避免市民在不適合燒烤的地方自行堆砌燒烤爐，減少引發山火的機會，以保護自然環境。

### 設立

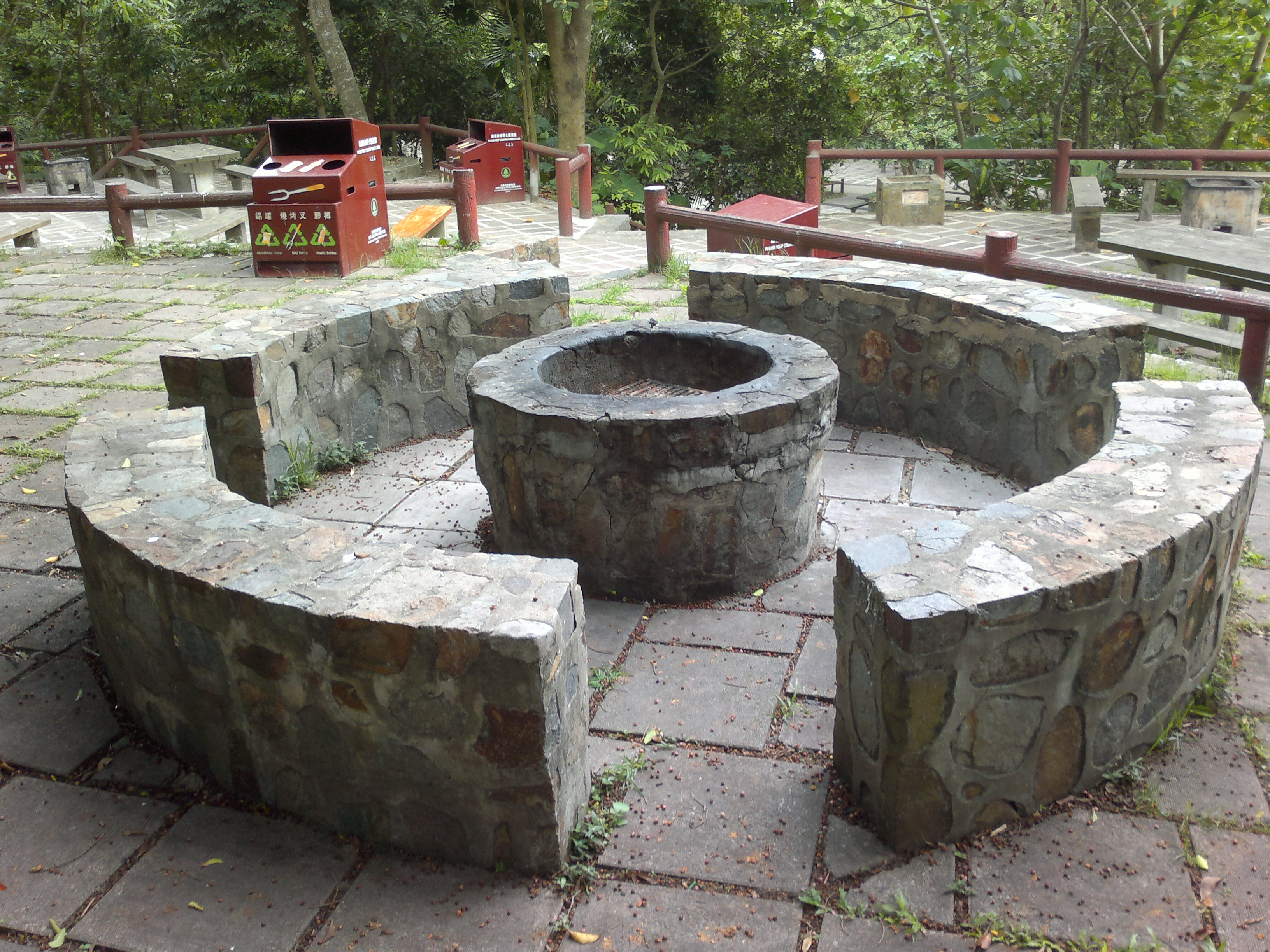
香港郊野公園的燒烤爐。這類公共燒烤場一般遠離民居，不太會影響到市民

港府在1970年由「戴麟趾爵士康樂基金」撥出款項在城門水塘建設郊遊和燒烤試驗區，香港首個公共燒烤場在1971年開幕，結果大受歡迎，郊遊、燒烤及露營成為時尚活動。同年11月接任香港總督的麥理浩，由於他本人熱愛郊遊，因此大力推動郊野公園的建設，公共燒烤場的數量亦隨郊野公園的擴展而增加，後來在部分公共海灘亦建有公共燒烤場。在香港島的石澳、赤柱，以及新界西貢區一帶的郊野公園，均是燒烤熱點。長洲或南丫島等離島亦設有燒烤場。公共的燒烤爐通常是用水泥、石塊或磚塊建造而成，爐身的外觀呈方柱狀或圓柱狀，中央空心部分設有鐵製的欄柵用於承載木炭，燒烤爐其中一則欄柵以下位置會有一個固定的開孔，以利空氣進入助燃。燒烤爐旁會圍着擺放數張石凳，在附近通常還有一張供擺放食物的木枱。使用這些公共燒烤爐無需收費，也不設預約，由燒烤人士以先到先得方式自行分配使用。在星期六、星期日及公眾假期，尤其是天氣較涼快的秋季，燒烤爐通常供不應求。
因為木炭燃燒時會造成空氣污染，亦為遏止燒炭自殺的風氣，所以香港政府曾在部分郊野公園的公共燒烤場，試驗使用電熱式燒烤爐。
在香港的郊野公園，燒烤活動必須在指定的燒烤區內進行，任何人士皆不得在燒烤區範圍以外的地方隨意生火，否則可被檢控。此外，使用公共燒烤爐的燒烤人士應保持環境清潔，離開燒烤場前必須弄熄火種，把攜來的用品帶走，垃圾則應放入指定的廢物箱內。

## 過程

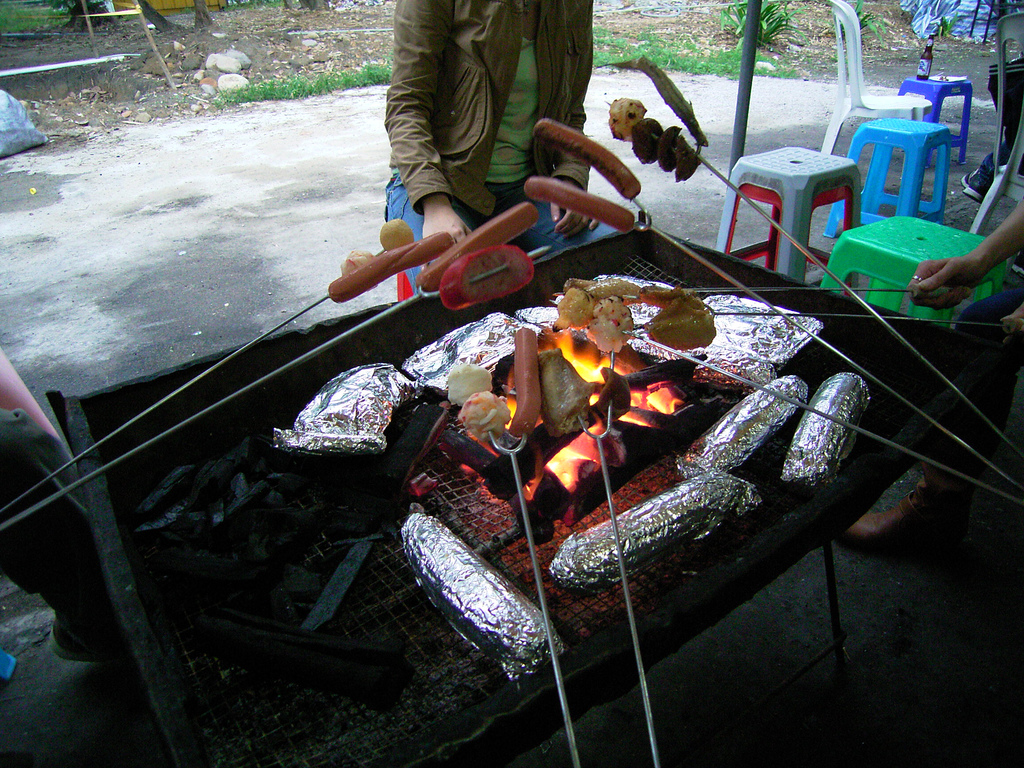
香港一處的燒烤活動，爐火四周放著以錫紙包裹等待煨熟的食物。

燒烤前必須令木炭燃燒。燒烤人士須在燒烤爐放置承載木炭的鐵絲網，再於上面堆放木炭，並使用一些稱為「炭精」的助燃物品幫助引燃木炭，炭精可用打火機或火柴點燃。生火過程中，需要以扇子或報紙煽風，直至木炭能夠自行燃燒。之後即使燒烤爐的木炭不足，只要把新的木炭直接放入仍在燃燒的木炭上，再稍為煽風即可維持木炭燃燒。
港式燒烤與其他地方的燒烤文化最大的不同之處，是較少把食物直接放在燒烤網上燒烤，而是採用類似自助餐的模式，各自把自己想吃的食物插在燒烤叉上，然後一起圍著燒烤爐烤製自己選擇的食物。
燒烤叉是一枝長約60厘米的鐵叉，其中一端是呈「U」字型的叉狀，尖銳的末端能夠刺入和固定食物，另一端則裝有供握持用的木製手柄。在開始燒烤前，一般會先利用爐火把燒烤叉稍為烘烤，作為清潔殺菌的程序，之後便可以把未熟的食物插在燒烤叉上，然後把燒烤叉上的食物，放在木炭以上約10至15厘米的位置進行烘烤。傳統的港式燒烤，通常會在食物接近完全燒熟前，便會在食物塗上蜜糖，然後繼續把食物燒烤直至烤製完成。除了蜜糖外，也可以塗抹燒烤醬或其他醬料代替。當食物烤熟後，一般會使用紙碟或紙碗盛載。
在燒烤結束後，必須用水把燒烤爐的火種弄熄，以免引發山火。

## 食物
港式燒烤的食物以肉類為主，如雞翼、牛排、雞排、豬排及羊肉，這些肉類通常先以蒜茸、黑椒、香茅、醬油、沙茶或沙爹等調味料醃制調味。常見的燒烤食物包括香腸，紅腸和芝士腸，還有牛丸、貢丸、魚丸和墨魚丸等肉丸，有時也會燒烤海鮮，例如多春魚、魷魚和扇貝等。較有特色的燒烤食物，包括有鴨腎、鲜菇、吐司及棉花糖等。
除了把食物直接放在爐火上燒烤外，也可以在燒烤爐的爐火旁，放置用錫紙（即鋁箔紙）包裹的食物，以“煨”的方法煮熟。這種燒烤方法較易保存食物的汁液和水分，但需要較長的時間把食物煮熟。金針菇、茄子、番薯及玉米，較適合以錫紙包裹煨熟。
因為燒烤時經常要處理生和熟的食物，所以生熟食物須要使用不同的用具和器皿，避免交叉污染或可由持牌食物製造廠選購食物。由於肉類脂肪在燒烤過程中所產生的多環芳香族碳氫化合物是致癌物質，所以食物安全中心建議市民不應過量進食燒烤食物。

### 燒烤包
以往香港家庭的燒烤活動，都會早一天在家中準備將要使用的食材。不過，由於在家中醃製燒烤食材需要多個器皿，又要準備包裝食材的用品，所以便有預先把肉類醃製和包裝的燒烤包出現。燒烤包可在網店或超級市場購買，因為燒烤包內的肉類都已預先醃製，所以只要把包裝食物的保鮮膜拆去即可使用。

## 商業活動

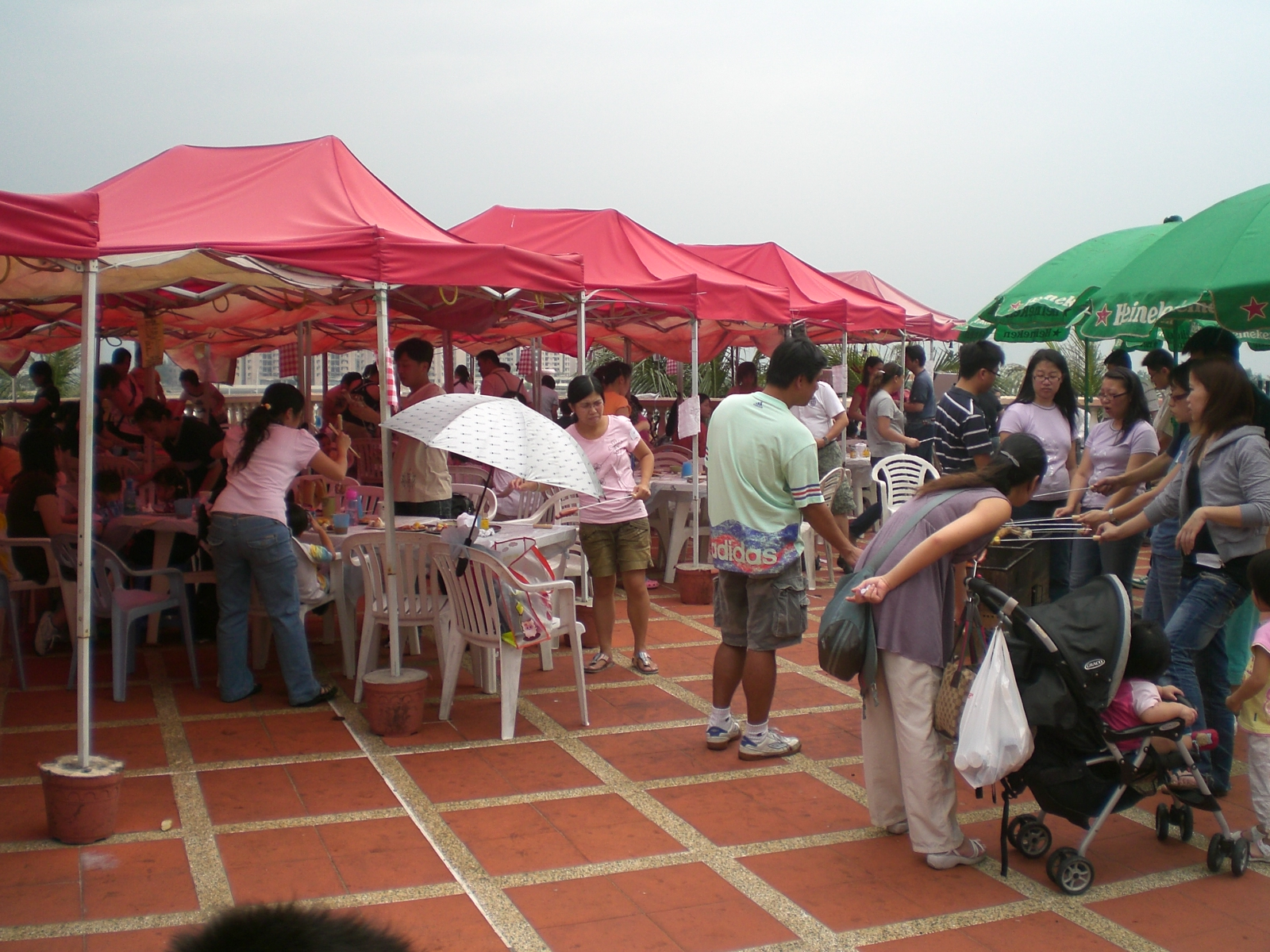
港式私營燒烤場

### 私營燒烤場
雖然香港的郊野公園有不少燒烤爐，但交通方便或鄰近停車場的公共燒烤爐在假日總是供不應求，一些交通較方便甚至毗鄰民居的地點便出現一些私人經營的燒烤場，在場內提供可出租使用的燒烤爐。最早出現的，是位於大圍歡樂城舊址的燒烤樂園（今原址為港鐵大圍站），之後在淺水灣及其他旅遊熱點亦開始出現這種私營的「自助燒烤場」。這些自助燒烤場，通常都會因為供求問題，而在假日大幅提高收費，部分更限制使用時間。此外，也有一些大廈在天台架設燒烤爐讓住客使用。其中不少私營燒烤場均為非法經營。
私營燒烤場的燒烤爐類似“美式燒烤”的鐵架燒烤爐，同樣使用木炭作為燃料。私營燒烤場一般都會為顧客租用的燒烤爐提供點火服務，為提高點火的效率，職員一般會用罐裝石油氣配合火焰器直接噴射木炭使之自燃。
該類燒烤場多位於新界，如小欖、大欖、龍鼓灘、元朗及大尾篤等地，大部分以自助模式運作，讓顧客自行取用燒烤食物，並憑入場門票取用指定數量的飲品，部分燒烤場亦會有其他娛樂設施。

### 衍生問題
由於傳統燒烤使用木炭，在燃燒時會產生一氧化碳、以及諸如苯、懸浮粒子等的1級致癌物，造成空氣污染。香港建築密度高，無論在大廈天台燒烤還是每晚筵開數十席甚至更多的地面私營燒烤場均會嚴重污染周圍環境，並對鄰近居民構成滋擾及健康危害。

## 其他
- 進行燒烤活動時不應使用易燃液體點燃木炭或用於助燃。香港過往已發生多次有人把火酒倒在火種引發搶火導致燒傷的意外[18]。
- 由於燒烤是香港居民很普遍的消閒活動，所以燒烤用的木炭很容易在香港的超級市場和便利店購得，也導致有自殺傾向的人士，同樣很容易取得木炭進行燒炭自殺，因此很多燒烤木炭的包裝袋上，都會加上協助有關人士求助的標示。[來源請求]

### 引用
1. 1 2 3  . 米芝蓮指南. 2017-12-29  [2022-11-11]. 原始内容存档于2022-11-11. （页面存档备份，存于）
2. ↑  香江漫話：上山下海探尋香港燒烤文化 的存檔，存档日期2014-09-03.，香港商報，2011-12-4
3. ↑  燒烤地點/地區 （页面存档备份，存于），漁農自然護理署，2014-2-10
4. 1 2 3 4  . 大學線. 2016-03-04  [2023-05-07]. （原始内容存档于2016-04-06）. （页面存档备份，存于）
5. ↑  馮可強. . 香港政策研究所. 2019-07-22  [2024-06-20]. （原始内容存档于2021-01-28）.
6. ↑  . Medium. 2017-08-21  [2023-02-14]. （原始内容存档于2019-12-17）. （页面存档备份，存于）
7. ↑  . 眾新聞. 2018-05-21  [2022-11-15]. （原始内容存档于2021-06-28）. （页面存档备份，存于）
8. ↑  郊野公園先鋒在城門 （页面存档备份，存于），明報健康網，2011-2-5
9. ↑  荒山野嶺變綠蔭處處（页面存档备份，存于），蘋果日報，2013-9-18
10. ↑  . 信報月刊. 2018-04-27  [2023-05-07]. （原始内容存档于2018-04-30）. （页面存档备份，存于）
11. ↑  電燒烤爐試用計劃 的存檔，存档日期2014-09-03.，漁農自然護理署，二零零六年三月
12. ↑  BBQ新體驗 郊野公園鐵板燒 （页面存档备份，存于），頭條日報
13. ↑  保持沙灘及泳池清潔注意事項 （页面存档备份，存于），康樂及文化事務署，2014年7月8日
14. ↑  郊野公園遠足安全指引 （页面存档备份，存于），漁農自然護理署，二零一四年八月六日
15. ↑  食物安全小貼士–燒烤 （页面存档备份，存于），香港食物安全中心，2009-10-11
16. ↑  天台無牌燒烤場鬧市炸彈 （页面存档备份，存于），東方日報，2010-2-6
17. ↑  . 東方日報.   [2025-06-20] （中文（香港））.
18. ↑  火堆淋酒精露營漢變燒豬 （页面存档备份，存于），東方日報，2011-5-14